# 张元寿
张元寿（1913年—1947年），福建永定人。中国人民解放军将领。

## 生平
1929年，加入中国共产主义青年团。1930年，参加中国工农红军。任红十二军第34师排长、副连长、团经济委员会主任、红军第三十四师政治部政务处处长，红35师军需处处长，中革军委总供给部审计科科长和财政处处长、出纳处处长、军委供给部部长等职。1931年，转入中国共产党。1934年，随中央红军参加长征。
抗日战争爆发后，任八路军总部供给部长。1938年，张元寿代表八路军来武汉参加国民党召开的后方勤务会议后，奉命留在新四军任总兵站站长，负责把分散在福建、江西、湖南等地的游击队的干部和伤病员，迅速集中到军部驻地皖南泾县一带，进行治疗管理；同时征收新人参加新四军。皖南事变后，出任新四军第2师5旅参谋长，后兼任淮南津浦路东、路西军分区参谋长等职。。
第二次国共内战期间，任苏中军区副参谋长，华中军区副参谋长，华东野战军副参谋长。1947年3月于张店地区遭敌机扫射牺牲。其墓在华东革命烈士陵园。